# Samuel Watson
Samuel Watson (Leeds, 24 september 2001) is een Brits wielrenner.

## Carrière
Naast enkele overwinningen in zijn jonge carrière behaalde Watson onder andere ook een tweede  plaats op het Brits kampioenschap wielrennen op de weg. In de sprint moest hij Mark Cavendish voor zich laten.
In 2025 maakte Watson de overstap naar INEOS Grenadiers. Zijn debuut voor de ploeg maakte hij in januari in Australië, waar hij deelnam aan de Tour Down Under. Bij terugkomst in Europa werd hij midden februari vierde in de Figueira Champions Classic. Eind juni werd hij, achter Ethan Hayter, tweede op het nationale kampioenschap tijdrijden. Drie dagen later soleerde hij in Aberystwyth naar de nationale wegtitel. Als Brits kampioen startte hij een week later aan zijn eerste Ronde van Frankrijk.

## Overwinningen
2021
3e etappe Kreiz Breizh Elites
2022
3e etappe Vredeskoers-GP Jeseniky U23
5e etappe Ronde van de Elzas
Gent-Wevelgem/Kattekoers-Ieper
2024
Jongerenklassement Boucles de la Mayenne
5e etappe Ronde van Wallonië
2025
Proloog Ronde van Romandië
4e etappe Vierdaagse van Duinkerke
Eind- en jongerenklassement Vierdaagse van Duinkerke
 Brits kampioen op de weg, Elite

## Resultaten in voornaamste wedstrijden
| Jaar | Ronde van Italië | Ronde van Frankrijk | Ronde van Spanje |
| ---- | ---------------- | ------------------- | ---------------- |
| 2023 |                  |                     | 123e             |
| 2024 |                  |                     |                  |
| 2025 |                  | 115e                |                  |

| Jaar | Milaan-San Remo | Gent-Wevelgem | Ronde van Vlaanderen | Parijs-Roubaix | Parijs-Tours |  | WK op de weg |
| ---- | --------------- | ------------- | -------------------- | -------------- | ------------ |  | ------------ |
| 2023 |                 | 47e           | 67e                  | 121e           | 91e          |  | opgave       |
| 2024 | 80e             | opgave        |                      |                |              |  |              |
| 2025 |                 | 91e           | 81e                  | 78e            |              |  |              |

## Ploegen
- 2021 –  Trinity Racing (stagiair vanaf 18 september)
- 2022 –  Equipe continentale Groupama-FDJ
- 2023 –  Groupama-FDJ
- 2024 –  Groupama-FDJ
- 2025 –  INEOS Grenadiers

Armirail · Askey · Davy · Démare (tot 31/7) · Gaudu · Geniets · Germani · Grégoire · Konovalovas · Küng · Ladagnous · Le Gac · Lienhard · Madouas · Martinez · Molard · Pacher · Paleni · Penhoët · Pinot · Pithie · Scotson · Stewart · Storer · Thompson · van den Berg · Watson · Welten
Askey · Barthe · Bystrøm · Davy · Gaudu · Geniets · Germani · Grégoire · Gruel (vanaf 1/3) · Konovalovas · Küng · Le Gac · Le Huitouze · Lienhard · Madouas · Martinez · Molard · Pacher · Paleni · Penhoët · Pithie · Rochas · Russo · Sarreau · Thompson · van den Berg · Walls · Watson